# زهرا علیزاده
زهرا علیزاده (زاده ۱۷ آذر ۱۳۷۹) بازیکن فوتبال ایرانی است که در باشگاه فوتبال زنان شهرداری سیرجان در لیگ کوثر حضور دارد.

## زندگی
علیزاده متولد ۱۷ آذر ۱۳۷۹ در یاسوج است.

## حرفه

### ملی
وی از بازیکنان تیم ملی زنان ایران است.

### باشگاهی
او بازیکن تیم کارا شیراز در لیگ برتر فوتسال بود و همچنین لیگ دست ۳ فوتسال کشور با تیم شهر یاسوج قهرمان شده‌است. وی در حال حاضر با پیراهن شماره ۶ در باشگاه فوتبال زنان شهرداری سیرجان حضور دارد.